# Striga densiflora
Striga densiflora là loài thực vật có hoa thuộc họ Cỏ chổi. Loài này được (Benth.) Benth. miêu tả khoa học đầu tiên năm 1836.

## Hình ảnh

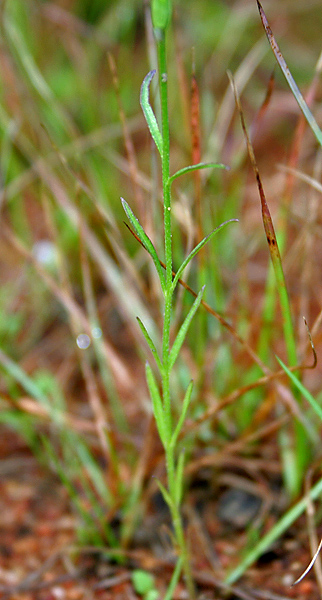
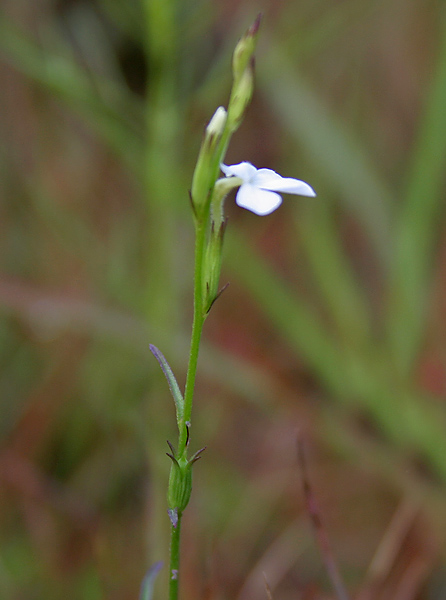